# 宝顺洋行

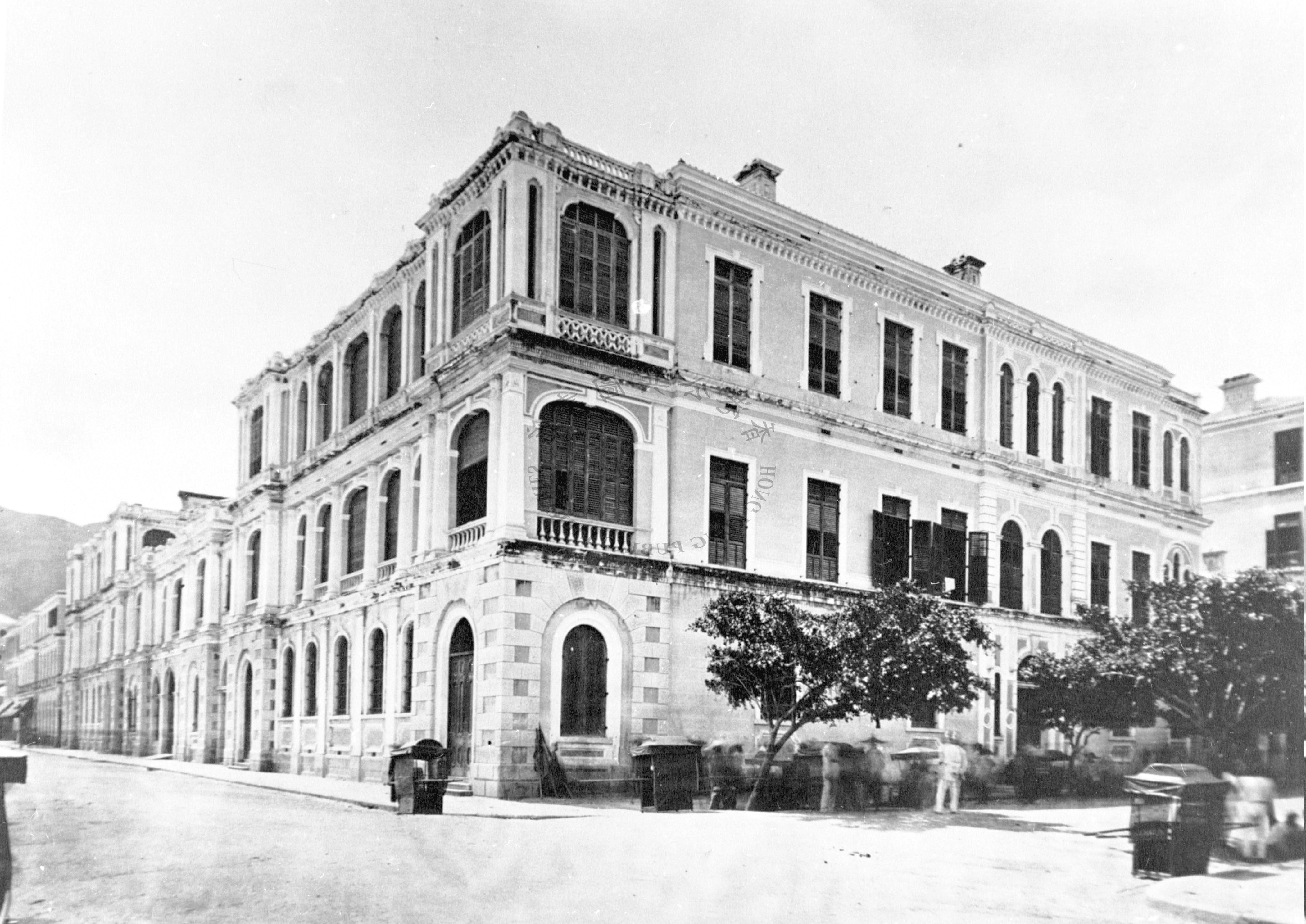
宝顺洋行，約1869年

宝顺洋行，又名颠地洋行、甸特洋行、邓特洋行、甸德洋行（Dent & Co.），是十九世纪中叶在华最主要的英资洋行之一，是英资怡和洋行和美资旗昌洋行的主要竞争对手，主营业务是鸦片、生丝和茶叶。颠地洋行在中国通行的中文名称“宝顺洋行”，主要取其“宝贵和顺”的意思，以期望在中国本地的发展有所顺利。十九世紀時，它在香港、上海、天津、台灣等也設有商行。

## 歷史
1823年，英国人托马斯·颠地（Thomas Dent）以撒丁领事的身分来到广州，并以合伙人的身分加入大卫荪洋行（Davidson & Co.）。1824年，大卫荪离开中国，该洋行改名为颠地洋行。1826年，英国人兰斯禄·颠地来到广州，加入宝顺洋行。1831年，托马斯·颠地（Thomas Dent）离开宝顺洋行，兰斯禄·颠地成为宝顺洋行的主要负责人。兰斯洛特·颠地与当时怡和洋行的老板威廉·渣甸，同样是广东著名的鸦片商。1839年，钦差大臣林则徐在广州查禁鸦片时，二月初八日，下令捉拿颠地，希望以此杀鸡儆猴，劝外国鸦片商交出鸦片。
在鸦片战争后，颠地获得很大的利益，上海港及周围100里范围内的土地几乎完全归他所有。1840年代，比尔（T. C. Beale）加入颠地洋行成为合伙人，颠地洋行称为颠地比尔洋行（Dent, Beale & Co.）。1857年比尔过世後，又恢复成为颠地洋行。  
鸦片战争以后，宝顺洋行的总部设在香港。1843年，上海开埠，宝顺洋行发现上海邻近杭州、嘉兴、湖州地区的生丝和渐江、安徽的茶叶，是最早到上海设行的洋行之一。在外滩14号建造楼房，该楼后来卖给了德华银行。
寶順洋行在十九世紀四五十年代，曾經是香港首屈一指的洋行，主要從事鴉片輸入和轉口交易，也有輸出茶葉和生絲至外洋的業務。其時在香港，寶順洋行的主要競爭對手是渣甸洋行（即今日怡和洋行）。兩者的鴉片進口量和貨船數目都不相伯仲。據稱，寶順洋行擁有當時最大的快艇「水妖」號。
1866年，随着美国南北战争与中国太平天国起义的结束，世界进入了战后萧条期。奥弗伦-格尼公司，伦敦极有威望的贴现行倒闭，开启了金融危机。上海原有的11家外商银行倒闭了6家：汇隆银行、利昇银行、呵加剌银行、利华银行、汇川银行、利生银行。1866年11月，伦敦宝顺洋行倒闭。1867年上海英商宝顺洋行因“生意极清”而停业。香港的寶順洋行位於畢打街東與德輔道中交界，約今置地廣場位置，於1867年香港第一次金融風暴後結業。  
寶順隨即把總行遷至上海。香港總行結業後，大樓於1867年改建成香港大酒店。其後，香港置地公司購入這幅地，並建成告羅士打行（Gloucester Building）。後經合併，成為現在的置地廣場。
宝顺洋行最著名的买办是徐润。